# 比略斯拉达德卡梅罗斯
比略斯拉达德卡梅罗斯，是西班牙拉里奥哈自治区的一个市镇。总面积95平方公里，总人口380人（2001年），人口密度4人/平方公里。